# Kierspe
Kierspe è una città di 16 043 abitanti della Renania Settentrionale-Vestfalia, in Germania.
Appartiene al distretto governativo (Regierungsbezirk) di Arnsberg ed al circondario della Marca (targa MK).